# Nhà xuất bản Tự Do
Nhà xuất bản Tự Do (tiếng Anh: Liberal Publishing House) là một nhà xuất bản độc lập, phi lợi nhuận tại Việt Nam được thành lập vào ngày 14 tháng 2 năm 2019. Theo trích dẫn của Hãng tin Công giáo Á châu (Union of Catholic Asian News) thì đây là "nhà xuất bản độc lập duy nhất ở Việt Nam" và nó "không bị chính phủ kiểm duyệt;" nhưng theo cơ quan an ninh Việt Nam thì Nhà xuất bản Tự Do hoạt động trái phép tại nước này và vi phạm hàng loạt các quy định pháp luật. Sách của nhà xuất bản được viết bởi các nhà báo có tên tuổi, các nhà hoạt động chính trị dân sự và cựu tù nhân lương tâm, được phát hành dưới hai hình thức bán và cho tặng miễn phí.
Đến tháng 6 năm 2020, nhà xuất bản này đã xuất bản được khoảng 30 đầu sách với 25 ngàn bản in và bản sách trực tuyến.

## Lịch sử hoạt động
Ngay trong tháng đầu tiên ra mắt, trang Facebook của nhà xuất bản bị tấn công điện tử hàng loạt khiến tài khoản bị sập, có thể có liên quan đến Đảng Cộng sản Việt Nam. Trang web sau đó là đích nhắm của tin tặc vào tháng 11. Tháng 7 cùng năm, theo Đài tiếng nói Hoa Kỳ (VOA), ba tài khoản ngân hàng của tổ chức này được cho là bị cơ quan an ninh ra lệnh đóng vì không chịu sự kiểm duyệt của chính quyền Việt Nam. Theo Tổ chức Ân xá Quốc tế, từ đầu tháng 10 năm 2019, công an đã sách nhiễu và đe dọa hàng chục người có liên quan tới Nhà xuất bản Tự Do. Việc sách nhiễu đã xảy ra ở ít nhất ba thành phố lớn là Hà Nội, Thành phố Hồ Chí Minh và Huế, cùng các địa phương khác như Bình Dương, Quảng Bình, Quảng Trị và Phú Yên. Những người bị sách nhiễu bị đặt vào tầm ngắm do đã mua hoặc đọc sách do nhà xuất bản in ra, hoặc đã từng cộng tác với nhà xuất bản. Lực lượng an ninh cũng ập vào nhà của một độc giả "để khám xét, tịch thu." Trong thông cáo phát đi ngày 27 tháng 11, Tổ chức Ân xá Quốc tế và Tổ chức Theo dõi Nhân quyền ra tuyên bố yêu cầu "Chính quyền Việt Nam chấm dứt ngay hành động leo thang đàn áp một nhà xuất bản độc lập".
Nhà xuất bản Tự Do đã xuất bản 11 cuốn sách của tám tác giả trong năm 2019 về các chủ đề chính trị nhạy cảm, bao gồm vai trò của Trung Quốc tại Việt Nam và dự luật Đặc khu kinh tế gây tranh cãi. Nó cũng đã phát hành một cuốn sổ tay pháp lý cho các nhà hoạt động bị bắt giam.
Ngày 10 tháng 7 năm 2020, người đại diện của Nhà xuất bản Tự Do, bà Phạm Đoan Trang tuyên bố rút khỏi nhà xuất bản này.

## Vinh danh
Tháng 6 năm 2020, Nhà xuất bản Tự Do được Hiệp hội các Nhà xuất bản Quốc tế trao tặng giải thưởng Prix Voltaire vì "sự cống hiến và lòng can đảm mẫu mực". Báo Công an nhân dân cho rằng việc Hiệp hội IPA, một tổ chức quốc tế lại trao giải thưởng "với tiêu chí kỳ dị, tầm thường" cho Nhà xuất bản Tự Do chính là "một sự cổ súy, dung dưỡng cho hành động vi phạm pháp luật Việt Nam".

## Sự kiện liên quan
Theo Đài Á Châu Tự Do (RFA), ngày 8 tháng 5 năm 2020, một người giao sách cho nhà xuất bản này cáo buộc bị công an phục kích và áp giải về trụ sở Văn phòng phía Nam của Bộ Công an ở thành phố Hồ Chí Minh để "thẩm vấn và tra tấn." Tuy nhiên, người này đã bỏ trốn ngay trong đêm khi liều lĩnh xông ra khỏi cổng văn phòng và tẩu thoát bằng xe máy.
Trong một tuyên bố của Cao ủy Nhân quyền Liên Hợp Quốc do bà Michelle Bachelet đưa ra vào tháng 5 năm 2020 đã bày tỏ lo ngại rằng tình trạng khẩn cấp do đại dịch coronavirus mới đang được nhiều chính phủ tự do cũng như độc tài ở châu Á–Thái Bình Dương lợi dụng. Tuyên bố này chỉ đích danh 12 quốc gia, trong đó có Việt Nam, đã "bóp nghẹt những cuộc tranh luận công khai dưới danh nghĩa chống lại tin tức giả" như một cái cớ để hạn chế quyền tự do ngôn luận và quyền công dân. Tuyên bố này được đưa ra trong bối cảnh Nhà xuất bản Tự Do vừa nhận giải thưởng Prix Voltaire.
Ngày 24 tháng 6 năm 2020, Công an tỉnh Hòa Bình bắt giữ hai đối tượng với tội danh "Làm, tàng trữ, phát tán và tuyên truyền thông tin, tài liệu vật phẩm nhằm chống Nhà nước Cộng hòa xã hội chủ nghĩa Việt Nam" theo Điều 117, Bộ luật hình sự năm 2015. Trong quá trình khám xét nơi ở của hai người này, Công an tỉnh Hòa Bình đã phát hiện nhiều sách của tác giả Phạm Đoan Trang, bao gồm nhiều xuất bản phẩm vốn do Nhà xuất bản Tự Do ấn hành.

## Quan điểm của Chính phủ Việt Nam
Theo báo Nhân Dân, Nhà xuất bản Tự Do đã "lén lút truyền bá trong xã hội, vừa ngang nhiên rao bán trên một số trang thương mại điện tử." Tờ báo này, vốn là cơ quan ngôn luận của Đảng Cộng sản Việt Nam, còn đe dọa "không thể dung túng [Nhà xuất bản Tự Do] và [nó] phải bị xử lý theo pháp luật." Báo Công an nhân dân, cơ quan ngôn luận của Bộ Công an Việt Nam, tuyên bố những xuất bản phẩm của Nhà xuất bản Tự Do được "in ấn, phát tán trái pháp luật" nhằm chống lại chính quyền Việt Nam và cho rằng điều này "hết sức nguy hiểm."
Ngày 6 tháng 7 năm 2020, Báo Công an nhân dân một lần nữa lên tiếng, cho rằng Nhà xuất bản Tự Do là "công cụ của các tổ chức đội lốt 'xã hội dân sự', 'dân chủ', 'nhân quyền' chống phá Việt Nam, tuyên truyền xuyên tạc, tạo ra nhận thức lệch lạc vấn đề dân chủ, nhân quyền ở Việt Nam, nói xấu, vu cáo thể chế chính trị, bôi nhọ lãnh tụ, vu cáo, nói xấu, hạ thấp uy tín các quan chức Đảng Cộng sản Việt Nam, tạo ra nhận thức sai lệch, suy giảm niềm tin, kích động hoạt động chống đối, phản động, xuyên tạc hoạt động của lực lượng Công an, hướng dẫn các đối tượng cách hoạt động trong và ngoài nhà tù, vu cáo hoạt động của lực lượng Công an, hướng dẫn cách đối phó lại với hoạt động nghiệp vụ của cơ quan chức năng, cách lợi dụng mạng xã hội, vận động quốc tế, 'quốc tế hóa' vấn đề 'dân chủ', 'nhân quyền' Việt Nam… hết sức nguy hiểm, cần được ngăn chặn". Tờ báo này cũng khẳng định đây là tổ chức có hành vi vi phạm pháp luật, là những đối tượng làm, tàng trữ, phát tán, tuyên truyền thông tin, tài liệu, vật phẩm nhằm chống Nhà nước Cộng hòa Xã hội chủ nghĩa Việt Nam theo Điều 117, Bộ luật Hình sự (2015).

## Các ấn phẩm đã xuất bản
- Đêm giữa ban ngày (2 tập) (Vũ Thư Hiên)
- Ký (2 tập) (Đinh Quang Anh Thái)
- Chính trị bình dân (Phạm Đoan Trang)[23][24]
- Phản kháng phi bạo lực (Phạm Đoan Trang)[25]
- Cẩm nang nuôi tù (Phạm Đoan Trang)[26]
- Politics of A Police State (tiếng Anh) (Phạm Đoan Trang)
- Dự báo hiệu quả của các đặc khu tại Việt Nam nhìn từ kinh nghiệm của Hàn Quốc, Trung Quốc và Việt Nam (Nguyễn Trang Nhung)
- Những mảnh đời sau song sắt (Phạm Thanh Nghiên)
- Chính đề Việt Nam (Tùng Phong)
- Cách làm kách mệnh (Otpor, Phạm Đoan Trang dịch)

## Bê bối
- Nhà báo tự do Phạm Đoan Trang đưa cáo buộc nhắm vào bà Nguyễn Phương Hoa, đồng sự tại Nhà xuất bản Tự Do, "biển thủ hàng chục ngàn đô." Cụ thể, bà Trang cáo buộc bà Hoa có hành vi biển thủ ít nhất hai khoản tiền: $24,000 "trợ giúp khẩn cấp" từ một tổ chức quốc tế được gửi vào cuối Tháng Tư, $10,000 của một tổ chức quốc tế khác gửi giúp ông Phùng Thủy, người vận chuyển sách cho Nhà Xuất Bản Tự Do bị công an phục kích và tra tấn tại đồn công an. Bà Trang nói mình có đầy đủ chứng cứ trong tay trước khi công khai cáo buộc này. [27]